# データログ
データログ  は出来事の時系列である。

## 概要
データログは出来事（イベント）とその時刻の記録である。例えば日記は出来事と日付のあつまりである。データログを生成・記録する行為をロギング（logging）という。
ロギング（ログ記録）は「生成」「選別」「転送」「整形」「保存」等の段階を経る。

## 呼称について
サーバーへの接続履歴は慣用的に「アクセスログ（access log）」と呼ばれ、ブラウザからの接続履歴は慣用的に「閲覧履歴（browsing history）」と呼ばれる。
慣用的に「履歴」の意味合いで「過去ログ」という語句が用いられるが、ログは全て過去のものでありこれは冗語である（過去ログ＝過去履歴）。

## 語源
ログは本来は船舶の速力を知るための測定儀をいった。帆船時代、1mほどの丸太 (log) を船首から投下し船尾が到達するまでの時間を砂時計で測って船の速力を割り出していた（ノット参照）。それを記録したものが航海日誌でlogbookと呼ぶ。電子用語でログという言葉が使われるようになったのは1963年ごろ。

## 自動車のログ
自動車の性能特性は診断ポートを通して監視することができる (OBD2 など)。これにデータロガーと呼ばれる専用装置や PDA、ノートパソコンを接続してデータログを記録し、解析することができる。これは主にモータースポーツ用に改造された自動車で使われ、ログ解析結果を元に車載コンピュータの設定を変更してチューニングするといった使い方がされる。実際本来は、診断ポートは自動車修理の際の故障診断のために用意されている。

## 利用
ログはある時点における対象の情報である。ゆえにデータログは様々な目的で利用される。以下は利用例である。
- 監視
  - メトリクスの作成
  - 通知
- 監査

例えばログはコンピューターの健全性を監視するために利用される。ロギングは以下のようなステップの第一歩として機能する。
1. ロギング: アプリケーションの出力を記録
2. フィルタ: 健全性に関わるログのみを選別
3. メトリクス化: 多様なログを[時刻, 健全度]といった特定形式の指標へ変換
4. 集計: 期間中のメトリクスの全体像を示す平均値・分散等の記述統計量を算出
5. 可視化: グラフ化等を用いたメトリクス・集計結果の表示
6. 通知: 現在の状態あるいは異常事態の発生を利用者へ報告